# Lingerie
Pour le chanteur, voir Lingerie (chanteur).

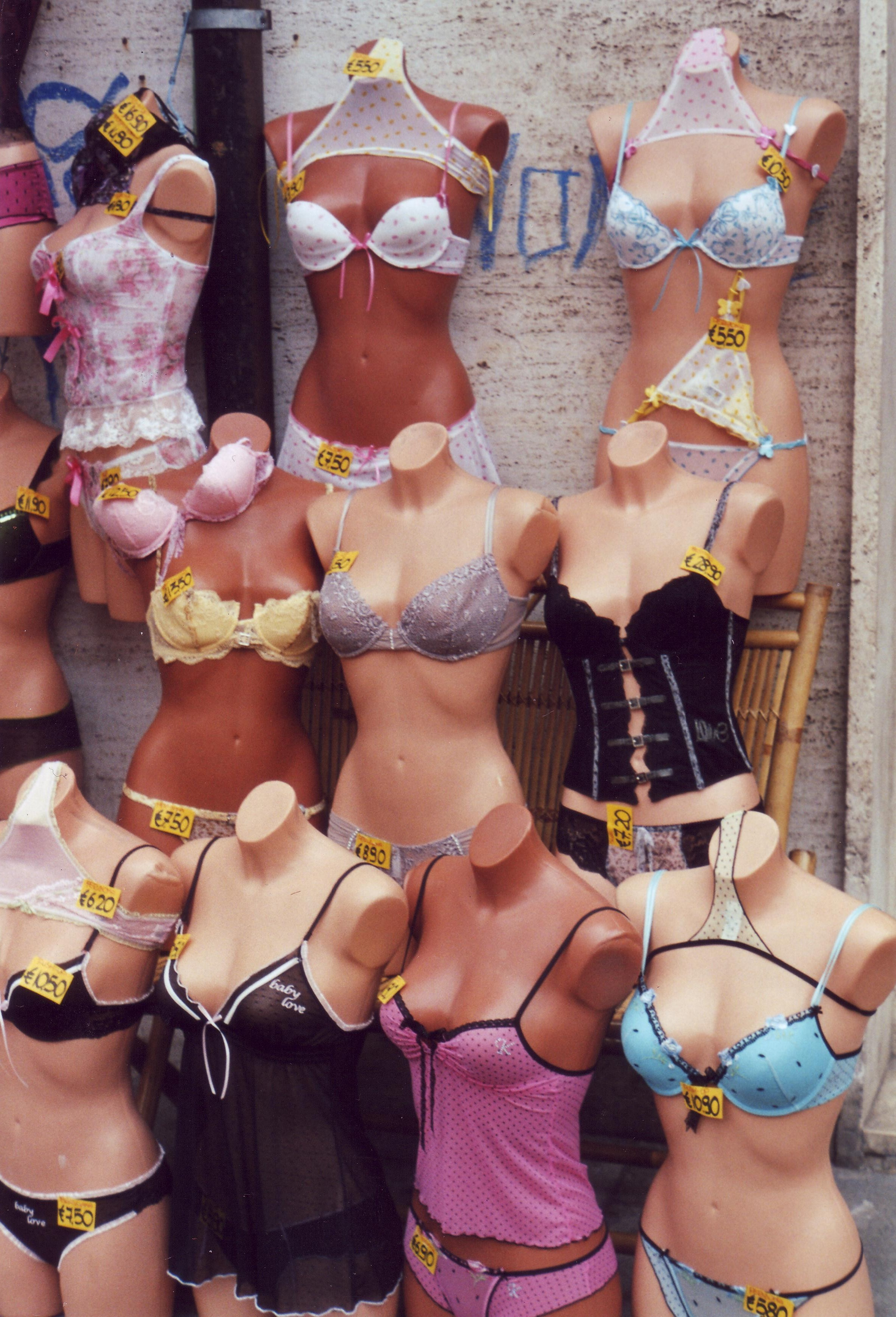
Lingerie féminine.

La lingerie est le terme utilisé pour désigner l'ensemble des sous-vêtements et des vêtements de nuit féminins. Elle se caractérise par des tissus fins, lavables, brodés ou garnis de dentelles.

## Historique
Autrefois appelée linge de corps, parfois qualifiée de dessous, le terme « lingerie » a longtemps désigné les sous-vêtements féminins, même si depuis les années 1990 certains sous-vêtements masculins peuvent aussi entrer dans cette définition.
La lingerie sexy doit résoudre le paradoxe : cacher ce que l'on montre et montrer ce que l'on cache[réf. nécessaire].

## Fabrication
La lingerie est un des vêtements usuels les plus difficiles à réaliser. Elle peut être constituée de 15 à 30 éléments différents (bretelles, armatures, agrafes, dentelles, broderies, ornements…) et nécessiter 15 à 20 fibres naturelles ou synthétiques. En fonction de sa complexité, la réalisation d'un soutien-gorge peut prendre de 9 à 20 minutes pour un(e) mécanicien(ne) expérimenté(e), ou dans les usines de la grande distribution (travail à la chaîne).

## Tendances
Différentes tendances peuvent être distinguées en matière de lingerie dans les collections, tendances qui se croisent :
- Les imprimés ou la couleur, se rapprochant des collections de maillots de bain ;
- la lingerie rétro, inspirée d'ancien modèles, avec une prédominance pour les années 1950 ;
- la lingerie confort, par l'utilisation de matières douces et coupes agréables ;
- la dentelle, comme la broderie, composant classique de la lingerie qui n'a jamais disparu des collections.